# Milena Vicenová
Milena Vicenová (* 12. srpna 1955 Přerov) je česká veterinární lékařka, redaktorka, úřednice a politička. Na přelomu let 2006 a 2007 byla ministryní zemědělství v první vládě Mirka Topolánka a od ledna 2008 do září 2012 zastávala post stálé představitelky České republiky při Evropské unii.

## Osobní život
Vicenová studovala Gymnázium Přerov a Veterinární a farmaceutickou univerzitu Brno, obory všeobecné veterinární lékařství a veterinární hygiena a ekologie. Je vdaná, manžel MUDr. Milan Vicena je lékařem v oboru reprodukční medicíny. Má dvě dcery a není členkou žádné politické strany.
Mluví anglicky, francouzsky, německy, rusky, částečně španělsky.
Pracovala jako veterinární lékařka v České Lípě, redaktorka Státního zemědělského nakladatelství, šéfredaktorka odborného zemědělského časopisu Náš chov (od roku 1993 stejná pozice v soukromém nakladatelství Strategie s. r. o.), vedoucí teritoriálního oddělení odboru zahraničních styků na Ministerstvu zemědělství, vedoucí oddělení pro přípravu programu SAPARD – předvstupního zemědělského fondu pro rozvoj zemědělství a venkova, ředitelka odboru realizace strukturální politiky, poté ředitelka odboru řídící orgán a zástupkyně generálního ředitele Agentury SAPARD. V roce 2007 pracovala jako jako generální sekretářka vládou jmenovaného týmu pro vyjednávání Národního strategického referenčního rámce.
V období 4. září 2006 až 9. ledna 2007 byla ministryní zemědělství v první vládě Mirka Topolánka (od 11. října v demisi). Po odchodu z funkce pracovala necelý měsíc jako poradkyně ministra zemědělství Jiřího Čunka a pak jako poradkyně předsedy vlády Mirka Topolánka a místopředsedy vlády pro evropské záležitosti Alexandra Vondry.
Dne 20. září 2007 ji vláda jmenovala novou stálou představitelkou České republiky při Evropské unii v Bruselu. Do funkce nastoupila po Janu Kohoutovi 7. ledna 2008 a vykonávala ji až do 2. září 2012, kdy ji nahradil Martin Povejšil.
Po návratu z mise působila jako analytička MZV, od září 2014 pracuje v Technologické agentuře ČR v úseku zahraniční spolupráce.
Přednáší na téma Evropská unie.
Ve volbách do Evropského parlamentu v roce 2014 kandidovala jako lídryně Liberálně ekologické strany, ale neuspěla.